# Astronautika u 1973.
◄◄ | ◄ | 1970. | 1971. | 1972. | 1973.  | 1974. | 1975. | 1976. | ► | ►►
Arhitektura • Astronautika • Astronomija • Biologija • Film • Fotografija • Glazba • Kazalište • Kemija • Kiparstvo • Knjige • Književnost • Kršćanstvo • Meteorologija • Medicina • Planinarstvo • Politika • Pravo • Promet • Slikarstvo • Strip • Šport • Televizija • Znanost • Zrakoplovstvo • Željeznički promet
Astronautika u 1973.

## Svemirske letjelice

### Orbitalne i suborbitalne letjelice
- 14. svibnja – lansirana svemirska stanica Skylab

### Letovi prema Mjesecu i tijelima Sunčevog sustava
- 8. siječnja – lansirana Luna 21
- 15. siječnja – Luna 21 sletjela na Mjesec i iskrcala rover Lunohod 2
- 6. travnja – lansiran Pioneer 11

## Vanjske poveznice
|  | Zajednički poslužitelj ima još gradiva o temi Svemirski letovi u 1973. |